# Archibracon zonatipennis
Archibracon zonatipennis är en stekelart som beskrevs av Josef Fahringer 1931. Archibracon zonatipennis ingår i släktet Archibracon och familjen bracksteklar. Inga underarter finns listade.